# Karácsonyi cserebere 3. – Szerelmes csillagok
A Karácsonyi cserebere 3.: Szerelmes csillagok (eredeti cím: The Princess Switch 3: Romancing the Star) 2021-ben bemutatott amerikai karácsonyi romantikus filmvígjáték, amelynek rendezője Mike Rohl, forgatókönyvírója Robin Bernheim Burger. A főszerepben Vanessa Hudgens (hármas szerepben), Sam Palladio, Suanne Braun, Nick Sagar és Hazel Beattie látható. A Karácsonyi cserebere-franchise harmadik filmje.
A film producerei Hudgens és Brad Krevoy. 2021. november 18-án mutatta be a Netflix.

## Rövid történet
Amikor egy kölcsönbe kapott, értékes vatikáni ereklyét ellopnak tőlük, Margit királynő és Stacy hercegnő Margit unokatestvérének, Fionának a segítségét kérik, aki szövetkezik egy férfival a bűnözői múltjából, hogy visszalopják az ereklyét, romantikával és egy váratlan cserével.

## Cselekmény
Stacy DeNovo, Belgravia hercegnője és Lady Margaret Delacourt, Montenaro királynője nemzetközi karácsonyi fesztivált rendez Montenaróban, ahol egy felbecsülhetetlen értékű kincs, a „Béke csillaga” lesz látható. A csillagot, amely Szent Miklós szent ereklyéje, a Vatikán adja kölcsön a királynőnek. A fesztivál kezdete előtt a csillagot ellopják, és a rendőrség nem talál nyomot a tolvajok után, mivel a biztonsági kamerák felvételeit a tolvajok letörölték.
A diplomáciai válság és a sajtóbotrány megelőzése érdekében Stacy és Margaret régi ellenségükhöz, Lady Fiona Pembroke-hoz fordul. Utóbbi egy kolostorban, hétköznapi munkával (például padlófelmosás) tölti a büntetését. Fiona vállalja, hogy segít Margaretnek, cserébe egy jó szóért, amikor karácsony után a fegyelmi bizottság felülvizsgálja az ügyét.
Fiona felkeresi volt gyerekkori barátját, Peter Maxwellt, egykori Interpol-nyomozót, aki saját magánbiztonsági céget működtet. Peter kideríti, hogy a csillagot Hunter Cunard, egy gazdag szállodatulajdonos lopta el. Fionának, akinek közös múltja van Hunterrel, sikerül rávennie őt, hogy hívja meg a birtokán tartott karácsonyi partijára. Fiona azt tervezi, hogy Peterrel és segítőivel, Mindyvel és Reggie-vel együtt visszalopják a csillagot. A terv az, hogy Fiona eltereli Hunter figyelmét, Peter pedig Reggie-vel együtt ellopja a csillagot. Amikor Reggie a falmászási gyakorlás közben megsérül, Fionának be kell ugrania a helyére. Ez arra kényszeríti Margaretet, hogy átvegye Fiona szerepét, és ő terelje el Hunter figyelmét, amíg az akció lezajlik.
Miközben a küldetésre készülnek, Fiona és Peter érzelmileg újra közel kerülnek egymáshoz. Visszaemlékezésekben látjuk, hogy gyerekkorukban ugyanabban a nevelőotthonban laktak, ahol mindketten magányosak voltak és egymás barátai lettek. Fiona szomorúan gondol az édesanyjával való megromlott kapcsolatára is, aki sokszor elutazott, és őt egyedül hagyta.
A karácsonyi ünnepség napján kezdetben minden a terv szerint halad, Hunter figyelmét leköti a „Fionával”  való tangózás, de a riasztó bekapcsol, amikor elmozdítják az ereklyét. Peter átadja Fionának a zsákot a csillaggal, és másik útvonalon menekül, hogy magára vonja a biztonsági személyzet figyelmét. Fiona és a társai egy kisteherautóval lelépnek.
Eközben Stacy megtudja, hogy Fiona meghallgatását előrehozták aznap estére. Ez arra kényszeríti Stacy-t, hogy Fiona szerepét átvéve tanúskodjon a fegyelmi bizottság előtt. Ez annyira jól sikerül, hogy Fionát felmentik a kiszabott büntetése alól.
Fiona, Margaret és Stacy újra találkoznak a montenarói kastélyban, és rá kell jönniük, hogy csak egy kosárlabda van a zsákban, a csillag Peternél maradt.
Ez rosszul esik Fionának, mivel még mindig érez valamit Peter iránt és megbízott benne. Fiona SMS üzenetet kap tőle, hogy várja a régi nevelőotthonban. Peter odaadja neki a csillagot, azzal a feltétellel, ha beszél az anyjával, aki az ebédlőben várja. Fiona először visszautasítja, de végül anya és lánya beszélgetnek és kibékülnek.
Fiona átadja Margaretnek a csillagot, és a karácsony menetrend szerint megnyílik. Szilveszter éjszakáján Peter újra megjelenik Fionánál, és bevallják egymásnak szerelmüket.

## Szereplők
| Szerep                                   | Színész          | Magyar hang        |
| ---------------------------------------- | ---------------- | ------------------ |
| Stacy Juliette De Novo Wyndham           | Vanessa Hudgens  | Bogdányi Titanilla |
| Lady Margaret Katherine Claire Delacourt | Vanessa Hudgens  | Bogdányi Titanilla |
| Lady Fiona Pembroke                      | Vanessa Hudgens  | Bogdányi Titanilla |
| Edward Wyndham                           | Sam Palladio     | Szatory Dávid      |
| Kevin Richards                           | Nick Sagar       | Fehér Tibor        |
| Peter Maxwell                            | Remy Hii         | Előd Álmos         |
| Hunter Cunard                            | Will Kemp        |                    |
| Bianca Pembroke                          | Amanda Donohoe   |                    |
| Mrs. Donatelli                           | Suanne Braun     | Pápai Erika        |
| Frank De Luca                            | Mark Fleischmann |                    |
| Reggie                                   | Ricky Norwood    | Markovics Tamás    |
| Mindy                                    | Florence Hall    | Csuha Borbála      |
| Olivia Richards                          | Mia Lloyd        |                    |
| biztonsági őr #2                         | Chidi Ajufo      |                    |
| Simon                                    | Theo Devaney     |                    |
| törpe                                    | Robin Soans      | Harsányi Gábor     |
| legfelsőbb anya                          | Hazel Beattie    |                    |

## A film készítése
2020 novemberében a Netflix megerősítette, hogy elkészül a sorozat harmadik filmje, a Karácsonyi cserebere 3.: Szerelmes csillagok. A forgatás 2020 végén kezdődött Skóciában, és 2021. november 18-án jelent meg a Netflix-en.

## Fogadtatás
A Rotten Tomatoes honlapján 50%-ot ért el 6 kritika alapján, és 6 pontot szerzett a tízből.
A Tell-Tale TV kritikusa, Alicia Gilstorf négy csillaggal értékelte a maximális ötből. A The New York Times kritikusa, Helen T. Verongos ugyan kritizálta a filmet, de nagyra értékelte Fiona karakterét. Az entertainment.ie kritikusa, Deirdre Molumby egy csillagot adott a filmre a maximális ötből.